# Туденце
Туденце или Туденци (на македонска литературна норма: Туденце; на албански: Tudenci) е село в Северна Македония, в община Йегуновце.

## География
Селото е разположено в областта Долни Полог на десния бряг на Вардар.

## История
На 1 километър североизточно от селото е църквата „Свети Георги“, изградена върху развалините на раннохристиянска църква. В османски данъчни регистри на немюсюлманското население от вилаета Калканделен от 1626-1627 година е отбелязано село Тудинче с 32 джизие ханета (домакинства).
В края на XIX век Туденце е българско село в Тетовска каза на Османската империя. Според статистиката на Васил Кънчов („Македония. Етнография и статистика“) в 1900 година Туденце има 285 жители българи християни.
Според патриаршеския митрополит Фирмилиан в 1902 година в селото има 45 сръбски патриаршистки къщи. По данни на секретаря на Българската екзархия Димитър Мишев („La Macédoine et sa Population Chrétienne“) в 1905 година всичките 160 християнски жители на Туденци са българи патриаршисти сърбомани и в селото функционира сръбско училище.
При избухването на Балканската война в 1912 година 1 човек от селото са доброволец в Македоно-одринското опълчение.
Според Афанасий Селишчев в 1929 година Туденце е село в Рахотнишка община и има 82 къщи с 625 жители българи.
Според преброяването от 2002 година Туденце има 431 жители.
| Националност | Всичко |
| македонци    | 430    |
| албанци      | 0      |
| турци        | 0      |
| роми         | 0      |
| власи        | 0      |
| сърби        | 0      |
| бошняци      | 0      |
| други        | 1      |

## Личности
Родени в Туденце
- Гоно Стефанов Стоименов, 20-годишен, хлебар, македоно-одрински опълченец, 1 рота на 2 скопска дружина. Убит край Шаркьой.[9]
- Иван Яковчев Тренчев, български военен деец, бомбиер, загинал през Първата световна война. За геройски прояви и взети трофеи по време на боя на 10 срещу 11 юли 1918 година е награден със знак на военния орден „За храброст“, IV степен.[10][11]